# Libido (film 1965)
Libido è un film del 1965 diretto da Ernesto Gastaldi e Vittorio Salerno.
Opera prima dei due registi, che ha come protagonista femminile Mara Maryl, segna il debutto sul grande schermo di Giancarlo Giannini, qui con lo pseudonimo di John Charlie Johns. Tra gli altri interpreti, Dominique Boschero e Luciano Pigozzi, qui sotto il nom de plume di Alan Collins. La sceneggiatura è di Ernesto Gastaldi e di Mara Maryl, coniugi nella vita reale.
Il film segna l'inizio del genere giallo-rosa all'italiana, ed è stato considerato da Quentin Tarantino come uno dei migliori film gialli mai scritti.

## Trama
Il giovane Christian va con la moglie Helene in una spettrale villa lasciatagli in eredità dal padre, accompagnato dal tutore nonché esecutore testamentario Paul Benoit, anch'esso insieme alla giovane consorte Brigitte. Consumato dal terrore maniaco-ossessivo di diventare un maniaco sessuale, come lo era già stato il padre, l'uomo deve far fronte ad una diabolica macchinazione messa in atto dalla moglie del tutore (e forse non solo da lei) per sfuggire a quello che sembra il suo inevitabile destino. 

## Produzione
Il film venne filmato in soli 18 giorni ed ebbe un grande successo commerciale, considerando il costo incredibilmente basso di 26 milioni di Lire. Venne venduto negli Stati Uniti per 25000 Dollari.